# 1840 az irodalomban
Az 1840. év az irodalomban.

## Megjelent új művek

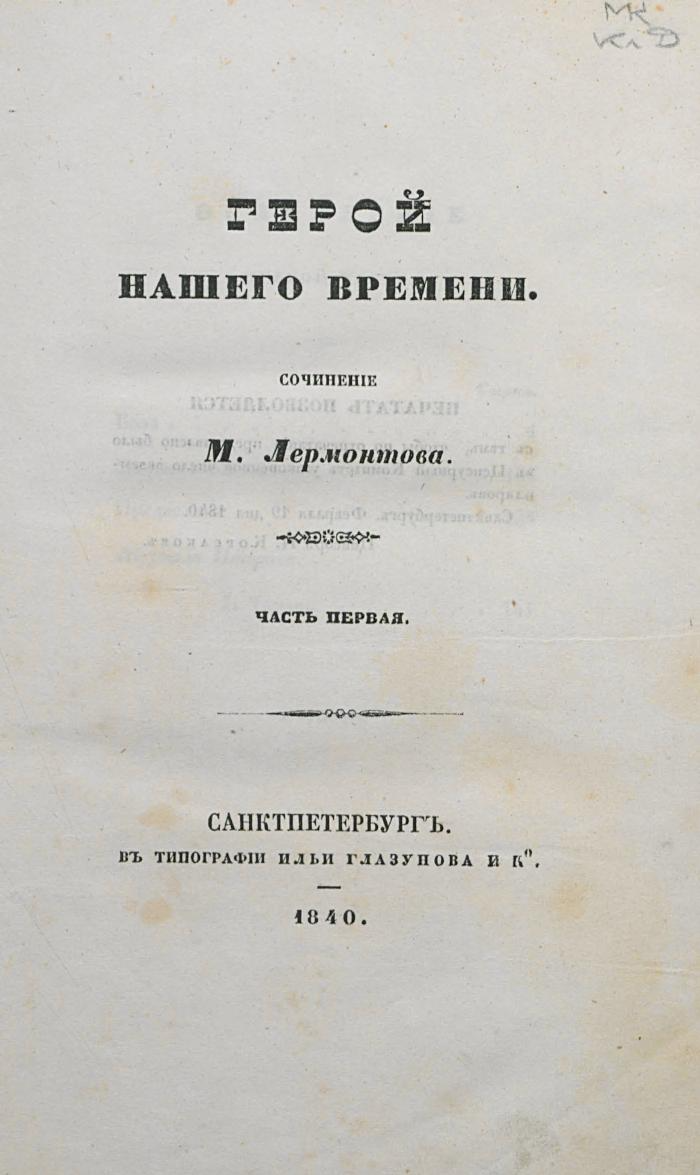
A Korunk hőse első kiadása

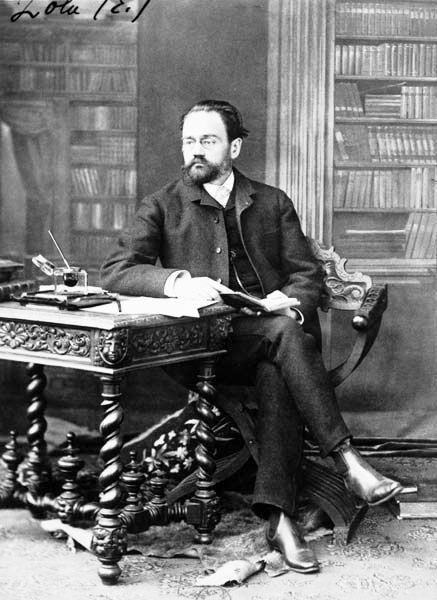
Émile Zola

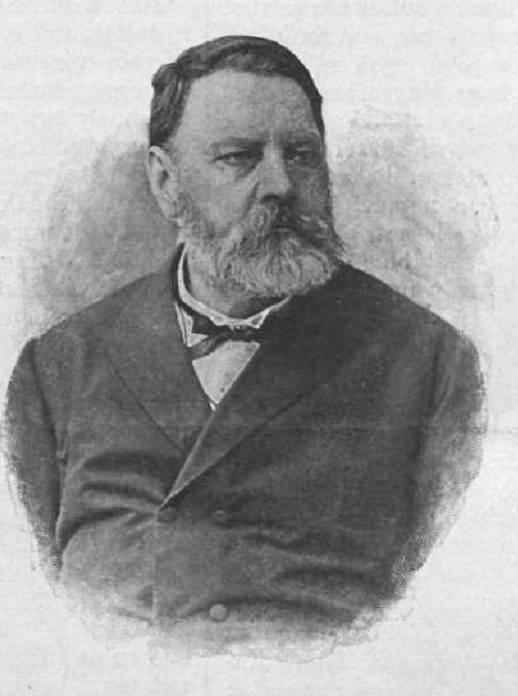
Szász Béla

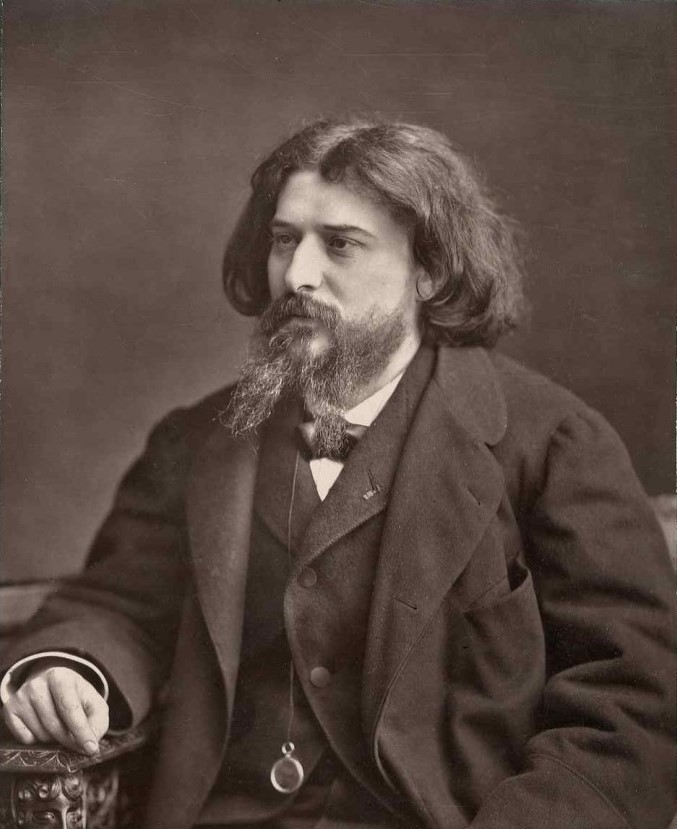
Alphonse Daudet

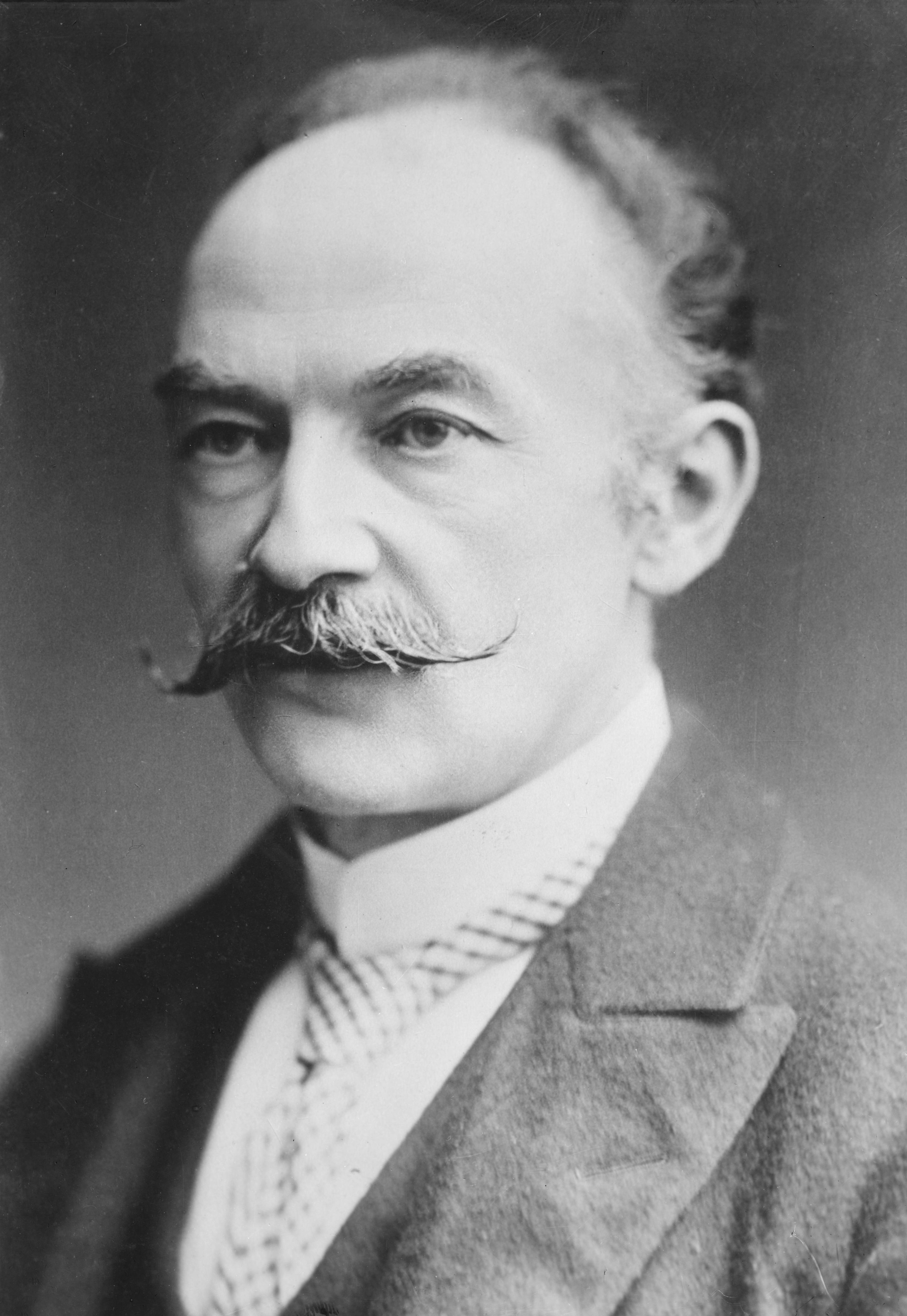
Thomas Hardy

- James Fenimore Cooper regénye: A nyomkereső (The Pathfinder)
- Charles Dickens regénye: Ódon ritkaságok boltja (The Old Curiosity Shop), 1840–1841-ben folytatásokban jelenik meg
- Mihail Lermontov regénye: Korunk hőse (Герой нашего времени)
- Prosper Mérimée elbeszélése: Colomba; előbb folyóiratban, majd ugyanazon évben önálló kötetként is
- Edgar Allan Poe korábban már publikált elbeszélései a Tales of the Grotesque and Arabesque című kötetbe gyűjtve
- William Makepeace Thackeray regénye: Catherine

### Költészet
- František Čelakovský cseh költő verseskötete: Růže stolistá (Százlevelű rózsa)
- José de Espronceda spanyol romantikus költő Poesias című kötetében jelenik meg poémája, az El estudiante de Salamanca (A salamancai diák), „a romantikus lázadást megszemélyesítve.”[1]
- Victor Hugo verseskötete: Les Rayons et les Ombres (Fények és árnyak)
- Tarasz Hrihorovics Sevcsenko költői műveinek kötete: Kobzar (Кобзар), vagyis A kobzos

### Dráma
- Friedrich Hebbel első drámája: Judith, bemutató Berlinben; egy évvel később nyomtatásban is megjelenik
- Párizsban bemutatják be Eugène Scribe legismertebb munkáját, az Egy pohár víz (Le verre d'eau) című vígjátékot[2]
- Juliusz Słowacki: Mazepa

### Magyar nyelven
- Kölcsey Ferenc minden munkái (1840–1848, hat kötet). 1840: I. – Versek. II. – Elbeszélések, vegyes beszédek[3]
- Vörösmarty Mihály újabb munkái (négy kötet). I. Versek. II. Beszélyek és regék. III. Színművek: Julius Caesar, Árpád ébredése, Kincskeresők. IV. Színművek: Az áldozat, A fátyol titkai[4]
- Első ízben jelenik meg a Budapesti Szemle című kulturális folyóirat.

## Születések
- február 15. – Titu Maiorescu román esztéta, irodalomkritikus, műfordító, filozófus († 1917)
- április 2. – Émile Zola francia regényíró, művészeti kritikus, a naturalista irányzat megteremtője († 1902)
- április 23. – Szász Béla költő, műfordító († 1898)
- május 13. – Alphonse Daudet francia regényíró († 1897)
- június 2. – Thomas Hardy angol költő, író († 1928)
- szeptember 2. – Giovanni Verga itáliai (sziciliai születésű) író, a naturalizmussal rokon verizmus irodalmi irányzat fő képviselője († 1922)
- október 14. – Dmitrij Ivanovics Piszarev orosz irodalomkritikus, író († 1868)

## Halálozások
- augusztus 25. – Karl Immermann német regény- és drámaíró (* 1796)